# Epirochroa dujardini
Epirochroa dujardini là một loài bọ cánh cứng trong họ Cerambycidae.